# Dachhiri Sherpa
Dawa Dachhiri Sherpa (tiếng Nepal: दाछिरी शेर्पा) (sinh ngày 3 tháng 11 năm 1969) là một vận động viên trượt tuyết băng đồng và chạy bộ người Nepal, đã thi đấu từ năm 2003. Thi đấu trong ba Thế vận hội mùa đông, anh đã giành được kết thúc tốt nhất thứ 86 trong sự kiện 15 km tại Sochi năm 2014.

## Trượt tuyết
Tại Giải vô địch trượt tuyết thế giới FIS Bắc Âu năm 2009 tại Liberec, Sherpa đã hoàn thành về đích thứ 127 trong sự kiện chạy nước rút cá nhân tại  sự kiện hỗn hợp 30 km.
Về đích tốt nhất trong sự nghiệp của anh ấy là thứ tám trong sự kiện 15   km tại Bulgaria năm 2009.

## Ultrarunning
Trước đây, ông đã giữ kỷ lục cho Ultra-Trail du Mont-Blanc, một cuộc thi ultramarathon được tổ chức ở dãy Alps, đã hoàn thành mùa đầu tiên của cuộc đua này với thời gian 20 giờ 05 phút năm 2003.

## Thế vận hội mùa đông
| Hạng | Sự kiện            | Nơi tổ chức    | Kết quả  |
| ---- | ------------------ | -------------- | -------- |
| 86   | 15 km cơ bản, 2014 | Sochi, RUS     | 55: 39.3 |
| 92   | 15 km tự do, 2010  | Vancouver, BC, | 44: 26,5 |
| 94   | 15 km cơ bản, 2016 | Torino, ITA    | 56: 47.1 |

## Giải vô địch thế giới
| Hạng | Sự kiện                                  | Nơi tổ chức        | Kết quả |
| ---- | ---------------------------------------- | ------------------ | ------- |
| 84   | Sự kiện 15 km + 15 km Skiathlon năm 2013 | Val di Fiemme, ITA | LAP     |
|      | Sự kiện Sprint Classic Classic 2013      | Val di Fiemme, ITA | DNS     |